# 기타시타라군

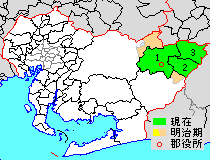
아이치현 기타시타라군의 범위 (1.시타라정 2.도에이정 3.도요네촌 연노랑:후에 다른 군에 편입된 구역 하늘색:일시적으로 본군에 소속된 구역)

기타시타라군(일본어: 北設楽郡, きたしたらぐん)은 일본 아이치현 동북부에 있는 군이다.
인구 7,265명, 면적 553.2km², 인구밀도 13.1명/km².(2025년 2월 1일, 추계인구)
이하 2정 1촌으로 구성된다.
- 시타라정(設楽町)
- 도에이정(東栄町)
- 도요네촌(豊根村)

## 군역
1878년 행정 구역으로 발족 당시의 군역은 위의 2정 1촌 외에 아래 구역에 해당한다.
- 도요타시의 일부
- 신시로시의 일부

## 역사
율령제의 미카와국에 속했다. 시타라군은 903년에 호이군으로부터 분립하였다.
- 1878년 12월 20일 - 군구정촌 편제법이 아이치현에서 시행되면서, 행정 구역으로서의 기타시타라군이 발족.

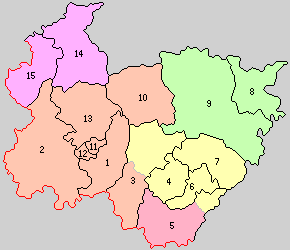
1.다구치촌 2.다미네촌 3.후리쿠사촌 4.미도노촌 5.미와촌 6.혼고촌 7.소노촌 8.도미야마촌 9.도요네촌 10.쓰구촌 11.가와무키촌 12.오나구라촌 13.나구라촌 14.이나하시촌 15.부세쓰촌
(분홍:도요타시 빨강:신시로시 등색:시타라정 노랑:도에이정 녹색:도요네촌)

- 1889년 10월 1일 - 정촌제 시행으로, 아래의 정촌이 발족.(15촌)
  - 다구치촌(田口村): 현 시타라정
  - 다미네촌(段嶺村): 현 시타라정
  - 후리쿠사촌(振草村): 현 시타라정, 도에이정
  - 미도노촌(御殿村): 현 도에이정
  - 미와촌(三輪村): 현 신시로시, 도에이정
  - 혼고촌(本郷村): 현 도에이정
  - 소노촌(園村): 현 도에이정
  - 도미야마촌(富山村): 현 도요네촌
  - 도요네촌(豊根村): 현존
  - 쓰구촌(津具村): 현 시타라정
  - 가와무키촌(川向村): 현 시타라정
  - 오나구라촌(大名倉村): 현 시타라정
  - 나구라촌(名倉村): 현 시타라정
  - 이나하시촌(稲橋村): 현 도요타시
  - 부세쓰촌(武節村): 현 도요타시
- 1890년
  - 10월 1일 - 나구라촌·가와무키촌·오나구라촌이 합병하여, 새로이 나구라촌이 발족.(13촌)
  - 10월 20일 - 쓰구촌이 분할되어 가미쓰구촌(上津具村)·시모쓰구촌(下津具村)이 발족.(14촌)
- 1897년 3월 29일 - 다미네촌의 일부가 다구치촌에 편입.
- 1900년
  - 7월 16일 - 혼고촌의 일부가 분리되어 시모카와촌(下川村)이 됨.(15촌)
  - 10월 14일 - 다구치촌이 정제 시행으로 다구치정(田口町)이 됨.(1정 14촌)
- 1921년 10월 1일 - 혼고촌이 정제 시행으로 혼고정(本郷町)이 됨.(2정 13촌)
- 1940년 5월 10일 - 이나하시촌·부세쓰촌이 합병하여, 이나부정(稲武町)이 발족.(3정 11촌)
- 1955년 4월 1일 - 미도노촌·혼고정·시모카와촌·소노촌이 합병하여, 도에이정(東栄町)이 발족.(3정 8촌)
- 1956년
  - 7월 1일 - 미와촌이 분리되어, 일부가 도에이정에, 잔여부가 미나미시타라군 호라이정에 편입됨.(3정 7촌)
  - 9월 30일(3정 3촌)
    - 다구치정·다미네촌·나구라촌 및 후리쿠사촌의 일부가 합병하여, 시타라정(設楽町)이 발족.
    - 후리쿠사촌의 잔여부가 도에이정에 편입.
    - 가미쓰구촌·시모쓰구촌이 합병하여, 쓰구촌이 발족.
- 2003년 10월 1일 - 이나부정의 소속이 히가시카모군으로 변경.(2정 3촌)
- 2005년
  - 10월 1일 - 시타라정·쓰구촌이 합병하여, 새로이 시타라정이 발족.(2정 2촌)
  - 11월 27일 - 도미야마촌이 도요네촌에 편입.(2정 1촌)

## 같이 보기
- 시타라군
- 미나미시타라군